# Institut national des sciences appliquées de Rouen
O Institut national des sciences appliquées de Rouen (em Português, Instituto nacional das ciências aplicadas de Ruão) é uma grande école de engenheiros situada em Ruão na França. Ela faz parte da rede INSAs.
O INSA de Rouen se situa no campus do tecnopólo do Madrillet em Saint-Étienne-du-Rouvray. Ela forma todos anos cerca de 270 engenheiros.